# Saint-Jean-de-Bonneval
Saint-Jean-de-Bonneval é uma comuna francesa na região administrativa de Grande Leste, no departamento de Aube. Estende-se por uma área de 6,14 km². Em 2010 a comuna tinha 405 habitantes (densidade: 66 hab./km²).